# Conditio sine qua non
Conditio sine qua non лат. (изговор: кондицио сине ква нон). Дословно: Услов без којега не. Мисли се: услов без којега се не може, неопходан услов.

## Краћи облик
Sine qua non лат. (изговор:сине ква нон). Нешто без чега се не може, неопходно.

## Тумачење
Фраза „Condicio sine quo non“ означава - именује, неопходан услов да би нешто постојало. Једино под тим условом је могуће одређено стање или догађај. Без испуњења тог услова стање или догађај се не би ни догодили. Фраза се примјењује у друштвеним и природним наукама, као и у свакодневном животу.

### Примјери
- Подигнути капци здравом оку су „Condicio sine quo non“ да би оно могло да види.
- Свједочењу је свједок „Condicio sine quo non“ . Догађај свједочења не може да постоји ако нема свједока. ( Свједок је само онај који је видио догађај и ако га нема, без њега неће бити ни свједочења ) .
- Изградња авиона је „Condicio sine quo non“ за авио несреће. Зто је, код сваког пада авиона, у обавези произвођача доказивања да нема његове непосредне одговорности.
- Присуство кисеоника је „Condicio sine quo non“ за корозију гвожђа .
- Хапшење Радована Караџића је „Condicio sine quo non“ за улазак Србије у Европску унију. (Хавијер Солана)